# Bahnhof Loxstedt
Der Bahnhof Loxstedt ist ein Haltepunkt an der Bahnstrecke Bremen–Bremerhaven (−Cuxhaven) in der Ortschaft Loxstedt in Niedersachsen.

## Geschichte

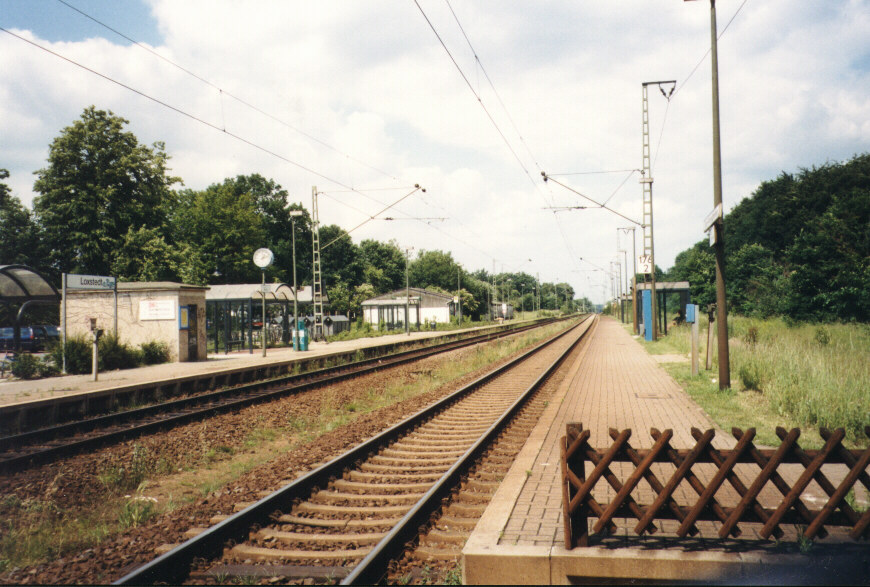
Zustand im Jahr 1998

Der heutige Haltepunkt wurde als Bahnhof Loxstedt im Jahr 1847 zusammen mit der damaligen Bahnstrecke Bremen–Geestemünde eröffnet. Am 10. März 1862 kam ein Empfangsgebäude mit Wohnungen für Bahnhofsvorstand und -wärter, Güterschuppen und diversen Nebengebäuden hinzu.
Anfang des 20. Jahrhunderts war Loxstedt als Fernverkehrshalt in den Reichs-Kursbüchern ausgewiesen. Auf der Bahnstrecke verkehrten im Jahre 1905 täglich ein durchlaufendes Personenzugpaar Berlin–Geestemünde, das auch in Loxstedt hielt, und je drei durchlaufende Personenzugpaare Leipzig–Geestemünde und Hannover–Geestemünde, von denen jeweils zwei in Loxstedt Station machten.
Im Jahr 1926 wurde ein Anschluss der Hafengleisanlagen des Fischereihafens Wesermünde an den Bahnhof Loxstedt geplant. Loxstedt sollte dabei einen Rangierbahnhof erhalten. Die Planungen für einen neuen Hafenbahnhof waren im Jahr 1933 Thema im Schinkelwettbewerb für Architektur, wurden aber nicht verwirklicht.
1966 wurde die Bahnstrecke elektrifiziert. Ende 1975 wurde die Güterverladung eingestellt und der Bahnhof zu einem Haltepunkt mit Ausweichanschlussstelle zur damaligen Firma Oscar Neynaber zurückgebaut. Dieser Gleisanschluss wurde bei der Streckensanierung im Jahr 2008 entfernt.
Das Empfangsgebäude aus dem Jahr 1862 sowie das Fahrdienstleiterstellwerk 'Lsf' wurden kurz vor Weihnachten 1978 abgerissen.
Es befinden sich eine P&R-Anlage mit circa 60 Parkplätzen sowie eine Regionalbushaltestelle unmittelbar neben dem Bahnsteig in Fahrtrichtung Bremen. Der Haltepunkt wurde zuletzt in den 1990er Jahren modernisiert.
Die Bahnsteige wurden von Dezember 2014 bis Juni 2015 im Rahmen der Aktion Niedersachsen ist am Zug (NiaZ) abgerissen und durch eine höhere Bahnsteigkante (alt 38 cm über SO, neu 76 cm über SO) inklusive Blindenleitsystem ersetzt. Seit dem Umbau sind die Züge an beiden Bahnsteigen niveaugleich zu erreichen.
Im Dezember 2010 wurde der Bahnhof in das neue Netz der Regio-S-Bahn Bremen/Niedersachsen integriert.

## Verkehrsanbindung
Der Bahnhof Loxstedt von der Linie RS 2 der Regio-S-Bahn Bremen/Niedersachsen bedient.
| Linie | Verlauf | Takt                                                                | Betreiber    |
| ----- | --- | ------------------------------------------------------------------- | ------------ |
| RS 2  | Bremerhaven-Lehe – Bremerhaven Hbf – Bremerhaven-Wulsdorf – Loxstedt – Lunestedt – Stubben – Lübberstedt – Oldenbüttel – Osterholz-Scharmbeck – Ritterhude – Bremen-Burg – Bremen Hbf – Bremen-Hemelingen – Dreye – Kirchweyhe – Barrien – Syke – Bramstedt (b Syke) – Bassum – Twistringen Stand: Fahrplanwechsel Dezember 2023 | 60 min 30 min (Bremen Hbf–Bremerhaven-Lehe in der HVZ-Lastrichtung) | NordWestBahn |